# El Jarocho
El Ferrocarril México-Veracruz, también llamado el Jarocho, es un tren de pasajeros y carga que brindaba servicio entre la Ciudad de México y Veracruz, el cual era operado por Ferrocarriles Nacionales de México, desde 1937 por decreto del presidente Lázaro Cárdenas, hasta la descentralización de la red ferroviaria nacional en 1995 (y subsecuente extinción de la paraestatal Ferrocarriles Nacionales de México en 2001), cuando vuelve a ser operada por una compañía extranjera, Canadian Pacific Kansas City.
Siguiendo la norma durante la época de oro de Ferrocarriles Nacionales de México, los trenes de pasajeros eran bautizados conforme a su destino desde Buenavista: el Jarocho fue el nombre denominado para el tren que iba hacia el Puerto de Veracruz, cuyo último viaje concluyó de regreso a Buenavista el 18 de agosto de 1999.

## Nuevo tren de pasajeros
El 20 de noviembre de 2023 el gobierno de Andrés Manuel López Obrador anuncia decreto para reactivar siete rutas de trenes de pasajeros. Entre las que está la de México–Veracruz–Coatzacoalcos.
El 25 de enero de 2024 se anunció que la empresa Construcciones y Auxiliar de Ferrocarriles en conjunto con Grupo México y Canadian Pacific Kansas City realizarían el análisis del desarrollo de cuatro rutas de trenes de pasajeros en México, entre las que están la de México-Veracruz. Proyecto presentado por el gobernador electo el mismo año.
El 1 de octubre de 2024, la presidenta mexicana Claudia Sheinbaum confirmó el regreso de la ruta del tren de pasajeros Tren México-Puebla-Veracruz.

De acuerdo con el gobernador de Puebla Alejandro Armenta Mier, el proyecto del Tren México-Puebla-Veracruz arrancará entre 2026 y 2027, por lo que su primera tarea será estudiar la ruta definitiva que el tren recorrerá. El proyecto seguirá rutas similares a las originales del tren el Jarocho.
Por su parte Sheinbaum dijo que el tren también podría ingresar a territorio poblano por la falda de los volcanes (Río Frío o Paso de Cortés), en el municipio de Huejotzingo, hasta seguir a San Martín Texmelucan, donde dará un giro para enfilarse a Tlaxcala, parte de Hidalgo y posteriormente hacia tierras jarochas, en el Golfo de México.

## Historia
En su momento, el ferrocarril fue el de más altitud en el mundo, esto debido a que del Puerto de Veracruz a la Ciudad de México la distancia en kilómetros era determinante.

Si bien el decreto para implementar el medio de transporte data de 1837, no fue sino hasta 1864 que se construyó el primer tramo desde la capital.
Su construcción fue notable debido a los grandes obstáculos de la orografía del país que presentaban un gran reto para la ingeniería, por lo que para que la vía férrea pudiera pasar, se construyeron 10 viaductos, 148 puentes, 358 alcantarillas y quince túneles.
El 15 de septiembre de 1850 fue inaugurado el primer tramo de ferrocarril, que recorrería de la estación de Veracruz hasta la estación de “El Molino” (cerca de Tejería), esto con una longitud de 11.5 km.
En 1869, el presidente Benito Juárez inauguró dicho tramo que llegaba a la ciudad de Puebla, y en 1873 el presidente Sebastián Lerdo de Tejada inauguró la primera red ferroviaria extendida hasta el Puerto de Veracruz, además de que el tramo Apizaco-Puebla quedó como un ramal de la línea ferroviaria principal.
Dicha red ferroviaria fue operada por el Ferrocarril Mexicano de capital inglés, que pasaría a llamarse Ferrocarril Interoceánico desde el Porfiriato hasta el periodo posrevolucionario, siendo el antecesor del Ferrocarril México-Veracruz de Ferronales.
Tras la privatización en la década de 1990, Ferrosur adquirió las líneas del antiguo Ferrocarril Mexicano.

### Transporte de Pasajeros
Siguiendo la norma durante la época de oro de Ferrocarriles Nacionales de México, los trenes de pasajeros eran bautizados conforme a su destino desde Buenavista: el Jarocho fue el nombre denominado para el tren que iba hacia el Puerto de Veracruz, cuyo último viaje concluyó de regreso a Buenavista el 18 de agosto de 1999.
En 2017, el Consejo Nacional Empresarial Turístico anunció que la ruta se unirá a este grupo de recorridos turísticos, la cual se llamaría Ruta de Cortés y utilizará la infraestructura férrea que ya existe, pero también se tiene prevista una inversión de 100 mdd para mejorarla y darle mantenimiento.
El 20 de noviembre de 2023 el gobierno de Andrés Manuel López Obrador anuncia decreto para reactivar siete rutas de trenes de pasajeros. Entre las que está la de México–Veracruz–Coatzacoalcos.
El 25 de enero de 2024 se anunció que la empresa Construcciones y Auxiliar de Ferrocarriles en conjunto con Grupo México y Canadian Pacific Kansas City realizarían el análisis del desarrollo de cuatro rutas de trenes de pasajeros en México, entre las que están la de México-Veracruz, aunque tampoco descartan la posibilidad de incluir la ruta en el Tren del Bajio.

## Antiguas Estaciones

### Estación deCiudad de México
- Estación Buenavista

### Estaciones delestado de México
|                                                                                          | |
| - Estación de Aguatepec (Otumba) - Estación de Campero - Estación de Jaltepec (Jaltepec) | - Estación de Valle de México - Estación de Empalme División Mexicano - Estación de Tenayuca (Tenayuca) - Estación de Xalostoc (Xalostoc) - Estación de Santa Clara - Estación de Cerro Gordo - Estación de San Cristóbal - Estación de Tepexpan - Estación de Xometla - Estación de Teotihuacán - Estación de Metepec - Estación de Teoloyucan - Estación de Oxtotipac - Museo del Ferrocarril en Otumba - Estación de La Palma - Estación de Ometusco (Axapusco) |

### Estaciones del estado de Hidalgo
| | |
| - Estación de Santa Clara - Estación de Mal País - Estación de San Lorenzo - Estación de Veloz - Estación de Iturbe - Estación de La Luz - Estación de Bernales - Estación de Sanz - Estación de La Trasquilla | - Estación de Irolo - Estación de Acopinalco - Museo del Ferrocarril de Apan - Estación de Tetlapayac - Estación de Soltepec - Estación de Cerrito - Estación de Calderón Sur - Estación de Calderón Norte - Estación de Guadalupe - Estación de Muñoz |

### Estaciones del estado de Tlaxcala
| | |
| - Estación de Mena - Estación de Pavón - Estación de Velasco - Estación de Baquedano - Estación de Tecoac - Estación de La Tecampana - Estación de Cerón - Estación de Mazarranza - Estación de Vega | - Estación de Apizaco - Estación de Tochac - Estación de Acocotla - Estación de Huamantla - Estación de Tamariz - Estación de San Marcos - Estación de Moctezuma - Estación de Rinconada - Estación de Aljibes |

### Estaciones del estado de Puebla
| | |
| Sierra Norte de Puebla - Estación de Oriental - Estación de Varela - Estación de Titipanapa - Estación de Tepeyahualco - Estación de Pizarro - Estación de Artesiano | - Estación de San Andrés (Chalchicomula de Sesma) - Estación de San Pedro - Estación de Los Reyes - Estación de Esperanza - Estación de Boca del Monte - Estación de Galera |

### Estaciones del estado de Veracruz
| | |
| - Estación de Totalco - Estación de Cerro Colarado - Estación de Perote - Estación de Rubín - Estación de Cruz Blanca - Estación de Las Vigas - Estación de David S. Alonso - Estación de Negro - Estación de Cruz Verde - Estación de Jilotepec - Estación de Ocote - Estación de San Miguel - Estación de Debesa - Estación de Banderilla - Estación de Xalapa - Estación de Los Berros - Estación de Pacho - Estación de Roma - Estación de Alborada - Estación de El Chico - Estación de Chavarrillo - Estación de Oscuro - Estación de Palmar - Estación de Souter - Estación de Silvestre Cortés - Estación de Apazapam - Estación de Tigrillos - Estación de El Carrizal - Estación de Los Idolos - Estación de Tamarindo - Estación de Chichicaxtle - Estación de Guayabal - Estación de Paso de Varas - Estación de Cardel - Estación de Salmoral - Estación de Antigua - Estación de Pureza - Estación de Hatillo - Estación de Vargas - Estación de Santa Fe - Estación de Tamsa | - Estación de Alta Luz - Estación de Bota - Estación de Maltrata - Estación de Balastrera - Estación de Encinar - Estación de Santa Rosa - Estación de Nogales - Estación de Río Blanco - Estación de Orizaba - Estación de Molino - Estación de Sumidero - Estación de Metlac - Estación de Fortín - Estación de Córdoba - Estación de Peñuela - Estación de Paraje Nuevo - Estación de Esmeralda - Estación de Potrero - Estación de Atoyac - Estación de San Alejo - Estación de Las Palomas - Estación de Mata del Gallo - Estación de Paso del Macho - Estación de Camarón - Estación de Mata de Agua - Estación de Soledad - Estación de Purga - Estación de Mata Loma - Estación de Santa Rita - Estación de Tejería - Estación de El Laurel |

- Estación de Veracruz